# Грейст, Ким
Кимберли Брет «Ким» Грeйст (англ. Kim Greist, род. 12 мая 1958, Стамфорд, Коннектикут, США) — американская киноактриса.

## Жизнь и творчество
В своей первой профессии юная ещё Кимберли Грайст выступает в Европе как модель. Вернувшись в США в возрасте 20 лет, она дебютирует как актриса в бродвейской комедии «Второе место: Два месяца в Ленинграде» (Second Prize: Two Months in Leningrad). Позднее участвовала в Нью-Йоркском шекспировском фестивале. Первый большой успех пришёл к актрисе в 1984 году, после съёмок её в культовом американском фильме ужасов «Каннибалы-гуманоиды из подземелий». Годом позже её снимает Терри Гиллиам в Уэльсе, в одной из главных ролей своей знаменитой антиутопии «Бразилия», вместе с такими звёздами, как Роберт де Ниро, Джонатан Прайс и Боб Хоскинс.

## Фильмография (избранное)
- 1984: Каннибалы-гуманоиды из подземелий
- 1985: Бразилия
- 1985: Полиция Майами (телесериал)
- 1986: Охотник на людей (Manhunter)
- 1987: Сбрось маму с поезда (Throw Momma from the Train)
- 1988: Изюминка (Punchline)
- 1989: Умник (телесериал)
- 1990: Почему я? (Why Me?)
- 1993: Дорога домой: Невероятное путешествие (Homeward Bound: The Incredible Journey)
- 1994: Розуэлл (телесериал)
- 1995: Надежда Чикаго (Chicago Hope; телесериал)
- 1995: Гость (Houseguest)
- 1996: Дорога домой 2: Затерянные в Сан-Франциско
- 2000: Надёжное место (The Hiding Place)
- 2000: Ну очень страшное кино (Shriek If You Know What I Did Last Friday the Thirteenth)
- 2000: Секретные материалы (The X-Files, эпизод Invocation)
- 2001: Справедливая Эми